# ブハラ・ユダヤ人

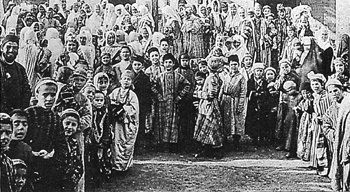

ブハラ・ユダヤ人（ブハラ語; яҳудиёни Бухоро、英語: Bukharan Jews、ペルシア語: یهودی بخارایی, yahudi bokharaei、ロシア語: Бухарские евреи、ウズベク語: Buxoro yahudiylari / Бухоро яҳудийлари、ヘブライ語: בוכרים, Bukharim）とは中央アジアに住みブハラ語を話すユダヤ人。別名「中央アジア･ユダヤ人（ロシア語: Среднеазиатские евреи）」。ブハラ・ユダヤ人の名はかつて大きなユダヤ人コミュニティのあったブハラ・アミール国に由来する。ソビエト連邦の崩壊以降、多くのブハラ・ユダヤ人がイスラエル、アメリカ合衆国、ヨーロッパ、オーストラリア等に移住した。

## 背景
ブハラ・ユダヤ人の間では伝統的に、自らの祖先をイスラエルの失われた10支族に結びつけ、紀元前6世紀のバビロン捕囚からの解放以後、カナンの地に戻らなかった支族であるとしている。

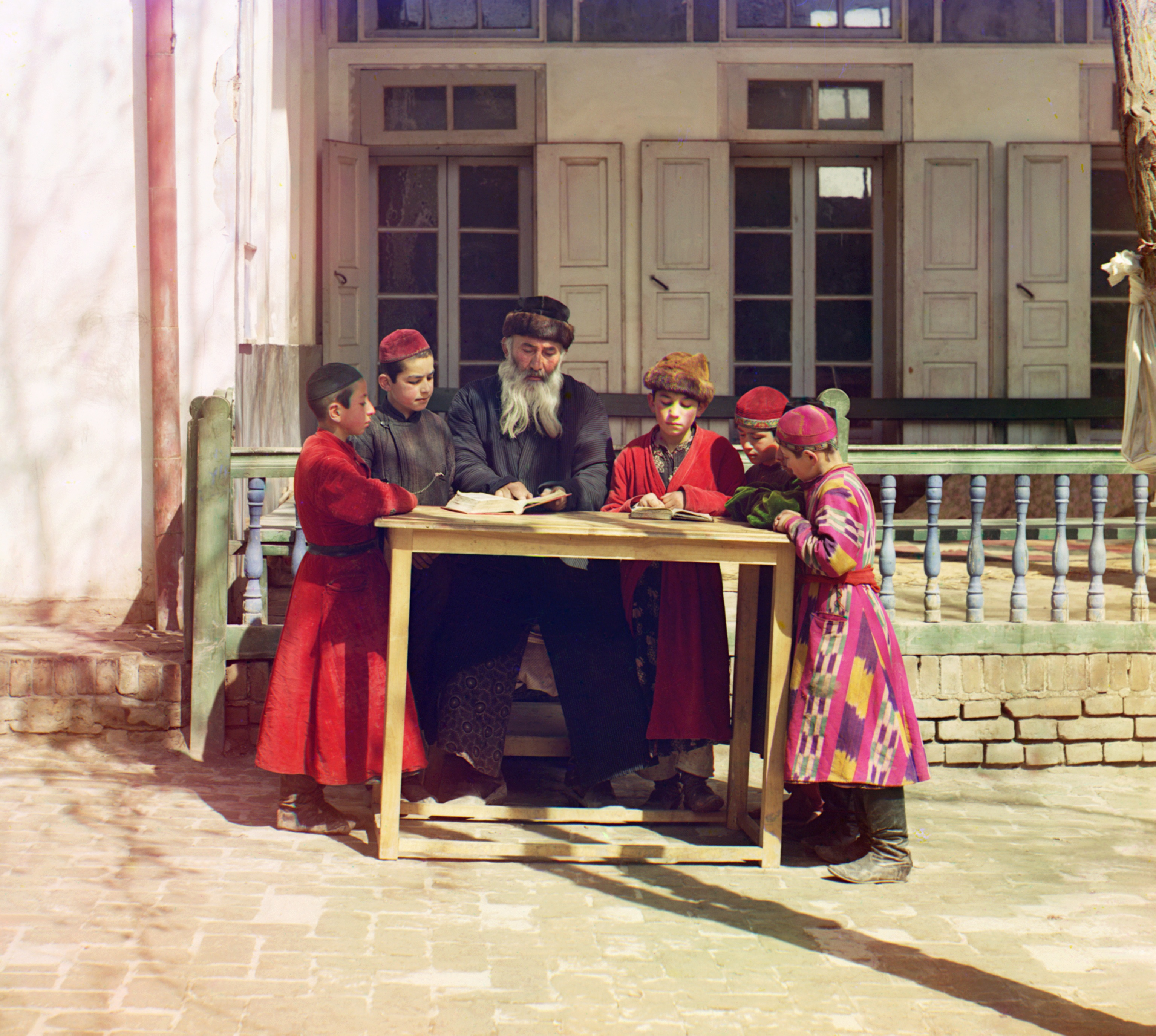
ブハラ・ユダヤ人の教師と子どもたち（1910年、サマルカンド）

中央アジアのブハラ・ユダヤ人は、他のディアスポラのユダヤ人社会とは、2,000年以上にわたって隔絶されてきたが、ユダヤ人のアイデンティティや伝統はどうにか保ってきた。ブハラ・ユダヤ人は中央アジアにおける最も古い「種族宗教的（ethno-religious）」な集団の1つで、独自の文化を育んできた。イラン、イラク、イエメン、シリア、モロッコにいたユダヤ人も主にシルクロードを通って中央アジアに移り住み、後に彼らもブハラ・ユダヤ人と総称された。ブハラ・ユダヤ人の多くはブハラ・アミール国であった現在のウズベキスタン・タジキスタンに住み、少数はロシアやカザフスタン、アフガニスタン、トルクメニスタン、パキスタン、キルギスにも住んだ。ブハラ・アミール国の中でも、今日のタシュケント、サマルカンド、ブハラ、コーカンド、ドゥシャンベに特にブハラ・ユダヤ人は集中して居住した。インドとパキスタンが分離する以前は、ペシャーワルでパシュトゥーン人社会に混ざってブハラ・ユダヤ人も生活していた。パキスタン分離とイスラエル建国で、ほぼ全てのユダヤ人がペシャーワルを去ってイスラエルなどに移住した。ペシャーワルには今も１つのシナゴーグが現存しているが、カラチでは2つのシナゴーグはイスラム教の施設に改装された。
ブハラ・ユダヤ人はペルシア語を用いていたが、後にそれはブハラ語というヘブライ語の痕跡を残したタジク・ペルシア語となった。ブハラ語によってユダヤ人たちは他のコミュニティとの交流も容易になり、ロシアによってロシア語化が行われるまでは、ブハラ語は教育にも用いられた。現在では、ブハラ・ユダヤ人の老人たちはブハラ語を用いるが、若者はロシア語を用いている。しかし、若者もブハラ語を解するのが普通である。
ブハラ・ユダヤ人は、ミズラヒムであり 、セファルディムのユダヤ教である。

## 著名なブハラ・ユダヤ人
- ブロンソン・ピンチョット: アメリカの俳優